# Сенногубское общество
Сенногу́бское общество — сельское общество, входившее в состав Великогубской волости Петрозаводского уезда Олонецкой губернии.

## Общие сведения
Волостное правление располагалось в селении Великогубский погост с выселком Моглицов.
В настоящее время территория общества относится к Великогубскому сельскому поселению Медвежьегорскому району Республики Карелия.

## Населённые пункты
Согласно «Списку населённых мест Олонецкой губернии» по переписям 1873 и 1905 года общество состояло из следующих населённых пунктов:
| №  | Населённый пункт | Расстояние до волостного правления в вёрстах | По переписи 1873 года | По переписи 1873 года | По переписи 1905 года | По переписи 1905 года |
| №  | Населённый пункт | Расстояние до волостного правления в вёрстах | Количество семей      | Всего жителей         | Количество семей      | Всего жителей         |
| -- | --- | -------------------------------------------- | --------------------- | --------------------- | --------------------- | --------------------- |
| 1  | Вертилово | 30                                           |                       |                       | 3                     | 28                    |
| 2  | Букальниково (Букольникова), включает Иготский Остров и Вертигову                                                     | 30                                           | 14                    | 78                    | 13                    | 89                    |
| 3  | Сенная губа (Сенногубский погост), в переписи 1873 года включает Алуферовскую, Михайловскую, Плешковскую и Иевлевскую | 30                                           | 24                    | 165                   | 25                    | 163                   |
| 4  | Плешки | 30                                           |                       |                       | 7                     | 36                    |
| 5  | Косельга | 34                                           | 14                    | 114                   | 18                    | 174                   |
| 6  | Вой-наволок (Воев-Наволок)                                                                                            | 35                                           | 15                    | 138                   | 23                    | 161                   |
| 7  | Сельга, в переписи 1873 года включает Неяловскую, Ежгубу и Никифоровскую                                              | 31                                           | 11                    | 78                    | 9                     | 47                    |
| 8  | Еж губа | 31                                           |                       |                       | 4                     | 24                    |
| 9  | Лонгасы (Сергачевская)                                                                                                | 32                                           | 13                    | 101                   | 16                    | 121                   |
| 10 | Петры (Петровская), в переписи 1873 года включает Мичуровскую (Мигуровскую), Гурковскую, Моталовскую и Карповскую     | 31                                           | 17                    | 138                   | 13                    | 92                    |
| 11 | Мигуры | 32                                           |                       |                       | 9                     | 57                    |
| 12 | Моталово | 32                                           |                       |                       | 7                     | 57                    |
|    | Горницы (Гарницы) Восточные и Западные, в переписи 1873 года приведены вместе                                         | 33                                           | 17                    | 135                   |                       |                       |
| 13 | Восточные Гарницы | 33                                           |                       |                       | 9                     | 80                    |
| 14 | Западные Гарницы | 33                                           |                       |                       | 15                    | 102                   |
|    | Любосельга (Обода) |                                              | 13                    | 104                   |                       |                       |
| 15 | Ближняя Любосельга | 35                                           |                       |                       | 10                    | 75                    |
| 16 | Дальняя Любосельга | 36                                           |                       |                       | 16                    | 116                   |
| 17 | Новинка, в переписи 1873 года включает Зяблыновых, Тухинскую, Половинщину, Могучеву и Плешкову-Ниву.                  | 37                                           | 22                    | 125                   | 17                    | 115                   |
| 18 | Тухино | 37                                           |                       |                       | 7                     | 77                    |
|    | Обозеро (Обозеро в Ободу)                                                                                             | 38                                           | 8                     | 65                    |                       |                       |
| 19 | Малое Обозеро | 38                                           |                       |                       | 4                     | 23                    |
| 20 | Большое Обозеро | 38                                           |                       |                       | 7                     | 57                    |
| 21 | Конда (Конды), в переписи 1873 года включает Зиновьеву                                                                | 40                                           | 35                    | 243                   | 41                    | 265                   |
| 22 | Зиновьева | 39                                           |                       |                       | 7                     | 57                    |
|    | Леликово, в переписи 1873 года включает Северное Леликово, Южное Леликово, Ерницко и Ерли-Остров                      | 33                                           | 40                    | 282                   |                       |                       |
| 23 | Северное Леликово | 33                                           |                       |                       | 22                    | 215                   |
| 24 | Южное Леликово | 33                                           |                       |                       | 26                    | 200                   |
| 25 | Ерницкий остров | 33                                           |                       |                       | 3                     | 17                    |
| 26 | Клементьевская | 30                                           | 19                    | 162                   | 17                    | 141                   |

## Религия
За православной общиной на территории общества — Сенногубским приходом Петрозаводского благочиния — числились следующие культовые постройки:
- Летняя церковь святителя Николая в Сенной Губе постройки 1810 года, сохранился нижний каменный ярус церкви, верхняя деревянная часть сгорела в 1980-х годах,  Объект культурного наследия № 1000461000№ 1000461000.
- Зимняя церковь иконы Тихвинской Божьей Матери в Сенной Губе — каменная постройка 1848 года,  Объект культурного наследия № 1040037000№ 1040037000.
- Церковь воздвижения Святого Креста в Новинке — деревянная постройка около 1910 года, не сохранилась.
- Церковь великомученицы Параскевы в Конде — каменная постройка 1862 года,  Объект культурного наследия № 1040204000№ 1040204000.
- Часовня Воскресения в Клементьевской — деревянная постройка около 1883—1900 годов, не сохранилась.
- Часовня Вознесения и Ильи Пророка в Моталове — деревянная постройка второй половины XVIII века, не сохранилась.
- Часовня преподобного Александра Свирского в Гарницах — деревянная постройка конца XVIII — начала XIX веков[5], не сохранилась.

Две часовни Сенногубского общества относились к Кижскому приходу:
- Часовня преподобного Макария Унженского в Косельге — деревянная постройка конца XVIII — начала XIX века[7], не сохранилась.
- Часовня Святого Георгия в Воев-Наволоке — деревянная постройка около 1900 года, не сохранилась.

В деревнях Малого Леликовского острова был свой Леликовский приход с церковью Иоанна Предтечи, деревянной постройкой 1882 года,  Объект культурного наследия № 1010021009.